# Двовір'я

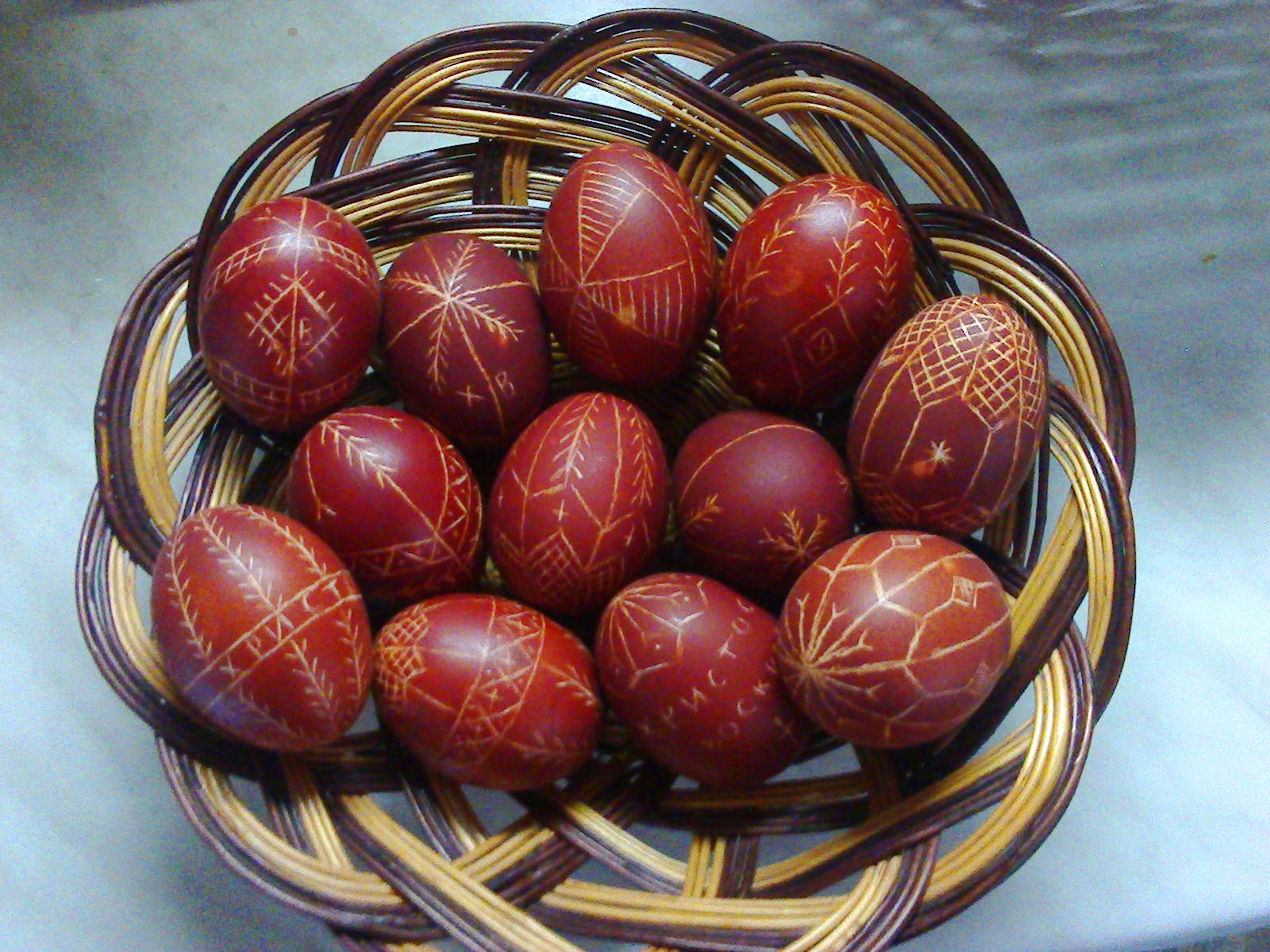
Великодні яйця поєднують язичницьку символіку та обрядовість із християнськими

Двовір'я (народне християнство, подвійна віра) — релігієзнавча концепція поєднання християнства з язичництвом або іншими віруваннями. Здебільшого стосується народних вірувань країн Східної Європи, що є наступниками Київської Русі. «Двовір'я» описує народний світогляд поділеним на дві порівняно незалежні складові: первісну язичницьку, та вторинну християнську чи іншої релігії.
Сучасними дослідниками концепція «двовір'я» переважно визнається застарілою, оскільки часто базується на хибних або ідеологічно заангажованих висновках.

## «Двовір'я» в контексті досліджень історії Київській Русі
Вперше термін «двовір'я» використав Феодосій Печерський (ХІ ст.) в «Руському літописі». В богослів'ї «двовір'ям» називалася невизначеність, сумнів у виборі віри, згодом — «нестійкість у православ'ї», але в сенсі вагань між латинським і грецьким обрядами. Дотримання язичницьких обрядів називалися «поганство» чи «ідолослужіння». Єдине давнє джерело, що називає «двовір'ям» поєднання християнства з язичництвом — це «Слово христолюбця».
До початку XX ст. термін «двовір'я» активно використовували російські філологи та історики: Олексій Веселовський, Опанас Щапов, Микола Гальковский, Євген Анічков та інші. Зміст «двовір'я» різнився від паралельного існування язичницьких поглядів із християнськими до включеності язичницьких елементів до християнства як рудиментів. Історики релігії використовували нечисленні давньоруські письмові пам'ятки, переважно церковної та полемічної літератури, тоді як дослідники слов'янської міфології послуговувалися етнографічними та фольклорними матеріалами, щоб реконструювати вірування дохристиянської доби.
Тема «двовір'я» пожвавилася в 30-50-х роках ХХ ст. у зв'язку зі становленням радянської історичної школи. Розвиваючи ідеї російських науковців Олександра Попова, Єгена Анічкова, Федора Буслаєва, такі вчені, як Іларіон Огієнко вбачали основу появи «двовір'я» в примусовому, на їхню думку, хрещенні території Русі, що тривало від часів Володимира Великого до XVII ст.
У 1970-80-і Борис Рибаков, Борис Тимощук, Ірина Русанова, В'ячеслав Іванов, Володимир опоров, Микита Толстой, Борис Успенський та інші доповнили вивчення історії релігії Русі залученням археологічних, етнографічних, фольклорних, лінгвістичних матеріалів. Чільний вплив мали праці Рибакова, де він стверджував про тривалу епоху «двовір'я», в яку язичництво нібито лишалося сталим, а на нього нашаровувалися християнська образність і обрядовість. Водночас його твердження нерідко мали слабку доказову базу. Опозицію складали історики кінця XIX — першої половини XX ст. Сергій Соловйов, Сергій Платонов, Дмитро Багалей, Микола Рожков, Володимир Пархоменко, котрі доводили, що язичництво виявилося безсилим проти християнства. У другій половині XX ст. Дмитро Лихачев, Генрик Ловмянський, Владислав Даркевич відстоювали позицію, що коректно говорити про поступову заміну язичництва християнством, яка врешті закінчилася пануванням християнства.

## Критика концепції «двовір'я»
Американська дослідниця Ів Левін вказує, що концепція «двовір'я» здобула популярність у радянських істориків-марксистів через свою ідеологічну спрямованість: «двовір'я» описує християнство як експлуататорську релігію, повну марновірств, протиставляючи його язичництву як бажаному чиннику національної ідентичності.
Російський філолог та історик Віктор Живов вказував, що синтез язичницьких та християнських культурних елементів характерний для всієї європейської культури, і «двовір'я» не є специфічною рисою духовності Русі. Український релігієзнавець Олександр Саган стверджував про позитивний характер двовір'я: воно поєднувало зрозумілі, добре відомі народу вірування з новими, що і зумовило його тривале існування.
Українська етнолог Юлія Буйських доводила, що «двовір'ям» варто називати лише короткий період після хрещення Русі, коли дві системи вірувань дійсно існували паралельно. Як пояснювала Юлія Буйських, «Оскільки візантійське християнство, яке прийшло на Русь, не було монотеїстичним по своїй суті, то воно органічно влилося в народну культуру і стало з нею одним цілим». Народні вірування в такому разі некоректно називати «двовір'ям», адже ці вірування, поєднуючи язичницький і християнський матеріал, склалися в цілісну систему. «Двовір'я» також ігнорує той факт, що християнство було поширене на Русі задовго до хрещення і релігійна реформа князя Володимира лише затвердила його офіційний статус.
Український мистецтвознавець Юрій Диба також зауважував, що християнство прийшло на Русь уже в візантійському варіанті, котрий сам містив язичницькі елементи. Християнство до того ж має старозавітну та євангельську традиції, що суттєво між собою різняться. Говорячи про язичництво Русі, теж слід відзначити, що воно було вельми різноманітне і містило як місцеві вірування, так і запозичення від скандинавських і угро-фінських народів.
Російський етнограф Олександр Страхов критикував концепцію «двовір'я» як надто спрощену та узагальнену. Ця концепція, що склалася в XIX столітті, описує народні вірування язичницькими за суттю, і прикритими християнською образністю. Проте часто ситуація протилежна: християнські ідеї містяться під нібито язичницькими обрядами. Такої ж думки дотримувався Олександр Панченко, пишучи, що часто науковці сприймали за язичницьку культуру пізні явища, котрі виникли вже в контексті християнства.
Українська археолог, джерелознавиця Наталія Хомайко писала, що християнський світогляд з його концепцією єдиного Бога виявився життєздатнішим за багатобожжя, проте християнська обрядовість була недостатньою, тому запозичила язичницьку. Обидві системи вірувань, перебуваючи на різних рівнях розвитку, взаємно доповнили одна одну.